# Luis Alberto González (beisbolista)
Luis Alberto González (Maracay, 26 de junio de 1979) es un segunda base y bateador derecho que juega en las Grandes Ligas de Béisbol con los Colorado Rockies de la Liga Nacional. Se estrenó con este equipo en la temporada de 2004. 

## Estadísticas de bateo
| Año   | Equipo | Juegos | VB  | C  | H  | HR | CE | P     |
| 2004  | COL    | 98     | 312 | 42 | 93 | 12 | 40 | 0,298 |
| TOTAL |        | 98     | 312 | 42 | 93 | 12 | 40 | 0,298 |

| VB | Veces al bate      | C  | Carreras          |
| H  | Hits               | HR | Home Runs         |
| CE | Carreras empujadas | P  | Promedio de bateo |